# Славко Митровић Цале
Славко Митровић Цале (1953, Смедеревска Паланка) српски је музичар, солиста на хармоници.

## Биографија
Славко Митровић Цале је рођен 2.6.1953. године у Смедеревској Паланци, у музичкој породици. Са 8 година почиње да учи хармонику, а касније, од свог оца, и контрабас, бас-гитару и гитару. По завршетку гимназије одлази у Крагујевац, где постаје члан, а касније и шеф оркестра и групе певача КУД „Абрашевић“. У том периоду често сарађује са најпопуларнијим певачима и музичарима, који га наговарају да пређе у Београд. 1979. године, то се и остварило, тако да постаје уметнички директор ОКУД „Градимир“, где води оркестар и групу певача. Истовремено, почиње да снима плоче и да сарађује са Радио-телевизијом Београд.

## Каријера
1981. године постаје члан Народног оркестра РТВ Београд. 1987. године добија статус уметника, 1991. године постаје солиста РТВ Београд, а 1999. године добија статус истакнутог уметника. У музичкој продукцији има запажено место. Песме: „Не клепећи нанулама“, „Сачувај тајну, љубави моја“, „Нисам те се нагледао“, „Пусти ме да нађем срцу лек“, „Пала ћуприја“, „Пљеваљски тамбураши“, само су неке од песама у које је Цале умешао своје прсте. Као солиста има десетак плоча и CD-a, на којима је заступљена широка лепеза музичких жанрова. Поред националне музике, ту су: румунска, бугарска, руска, италијанска и аргентинска музика, француски валцери и мазурке, класична музика, па чак и џез. 
Сем великог репертоара, карактерише га, како кажу стручњаци, „изразита виртуозност, добар музички укус, стилска култура и сензибилитет, који хармоници даје душу.“ Разноврсност и квалитет музичког жанра уочили су уредници националне телевизије и тако су настале емисије: „Чаробни звуци хармонике“, „ТВ постер“, „Мали концерт“, ... 
Дугогодишњи је члан и сарадник Великог народног оркестра РТС. Већ више година сарађује и са Радио-телевизијом Нови Сад, односно Радио- телевизијом Војводина и многим локалним станицама, као и са Великим народним румунским оркестром. Однедавно је и уметнички руководилац Омладинског народног оркестра.
У марту 2012. године, на позив руског уметника Јурија Шишкина, својим концертом отвара Трећи међународни фестивал „Акордеон плус“, у Ростову на Дону. Најављују га као „једног од најбољих хармоникаша Источне Европе, који не само да је изузетан српски извођач, већ и чувар традиционалне народне музике“. 
У априлу 2014. године одржао је солистички концерт у Великој дворани Коларчеве задужбине, једном од највећих храмова културе Београда. Исте године је одржао солистички концерт на манифестацији „Мермер и звуци“ у Аранђеловцу, а у октобру 2015. године је поново одржао концерт у дворани Коларчеве задужбине, али овога пута га је пратио оркестар од 50 музичара. На једном месту су се нашли инструменталисти из Великог народног оркестра РТС, Народног оркестра РТВ, Симфонијског оркестра РТС, Великог оркестра румунске националне мањине и многи други.
Године 2017. у Радио Београду почиње да ради са Омладинским народним оркестром. Након пар месеци Оркестар, под његовом управом, има запажен наступ у Коларчевој задужбини. Снимак овог концерта се често емитује на програмима више ТВ станица. Оркестар је, такође, на позив организатора 10. Фестивала влашке музике „Гергина“, одржао целовечерњи концерт у Неготину. 
У априлу 2018. године, на позив РТВ Војводина одржао је још један солистички концерт у Новом Саду. Свира успешно неколико инструмената, компонује, пише текстове и аранжмане; изузетно познаје фолклор и етномузикологију; ради са оркестрима и групама певача. У жељи да сачува традиционалну песму Балкана од заборава, оснива ансамбл „Етнофонија“, који је имао већ низ запажених наступа. 
Сем великог репертоара, карактерише га, како кажу стручњаци, „изразита виртуозност, добар музички укус, стилска култура и сензибилитет, који хармоници даје душу.“
Добитник је многих награда и признања. Живи и ради у Београду. 

## Дискографија
- Макси сингл „Цалетово коло“/ „Пламено оро“
- LP „Милицино коло“/ „Олујно оро“
- LP „Марково коло“/ „Игра виртуоза“
- Касета „Славко Митровић Цале са својим гостима“ (ауторске песме у извођењу познатих певача)
- CD „Пецино коло“/ „Концертна игра“
- CD „Народна кола“
- CD „Најлепше румунске мелодије“
- CD „Виртуози Балкана“
- CD „Љупчетово коло“
- Скоро све инструменталне нумере са наведених издања налазе се у архиви Радио Београда и чувају се као трајни снимци.
- У снимању музичких материјала, као композитор, текстописац, аранжер и инструменталиста, сарађивао је са: Мирком Рондовићем, Горданом Стојићевић Јанковић, Зораном Гајићем, Миланом Бабићем, Николом Урошевићем, Душаном Костићем, Неџадом Салковићем, Вером Ивковић, ...
- Као члан Народног оркестра Радио телевизије Београд, односно РТС, снимио је за архиву Радио Београда[1]